# Pseudohyaleucerea bartschi
Pseudohyaleucerea bartschi är en fjärilsart som beskrevs av William Schaus 1928. Pseudohyaleucerea bartschi ingår i släktet Pseudohyaleucerea och familjen björnspinnare. Inga underarter finns listade.